# Silentó
Ricky Lamar Hawk mer känd under artistnamnet Silentó är en amerikansk rappare från Atlanta. Han är mest känd för sin debutsingel "Watch Me (Whip/Nae Nae)". Singel nådde #3 på amerikanska Billboard Hot 100. Låten har sålt guld i USA och Nya Zeeland och platina i Australien. I juni 2015 uppträdde han på BET awards.